# Philippe Casado
Philippe Casado (Oujda, 1º febbraio 1964 – Saint-Estève, 21 gennaio 1995) è stato un ciclista su strada francese.
Professionista dal 1986 al 1994, conta una vittoria di tappa al Giro d'Italia.
Morì prematuramente all'età di 30 anni nel corso di una partita di rugby a Saint-Estève, nella regione di Perpignan, nel 1995.

## Carriera
Divenuto professionista nel 1986 con la Peugeot-Shell-Michelin, ha corso sino al 1994. Ottenne il successo più importante nel 1991, vincendo la prima tappa del Giro d'Italia a Olbia e vestendo per un giorno la maglia rosa.

## Palmarès
- 1985

3ª tappa Tour du Vaucluse
5ª tappa Tour du Vaucluse
7ª tappa Tour du Vaucluse
- 1987

2ª tappa Étoile de Bessèges
10ª tappa Tour de l'Avenir
- 1988

1ª tappa Milk Race
- 1991

1ª tappa Giro d'Italia (Olbia > Olbia)

## Piazzamenti

### Grandi giri
- Giro d'Italia

1990: 67º
1991: 76º
1992: 33º
1993: 81º
- Tour de France

1988: 129º
1989: 93º
1991: 87º
1993: 123º

### Classiche
- Milano-Sanremo

1987: 64º
1992: 34º
1993: 104º
- Giro delle Fiandre

1990: 70º
- Parigi-Roubaix

1990: 33º
1991: 31º